# Лапігуз
Лапігуз (пол. Łapiguz) — село в Польщі, у гміні Замостя Замойського повіту Люблінського воєводства.
Населення — 437 осіб (2011).
У 1975-1998 роках село належало до Замойського воєводства.

## Демографія
Демографічна структура станом на 31 березня 2011 року:
|          | Загалом | Допрацездатний вік | Працездатний вік | Постпрацездатний вік |
| -------- | ------- | ------------------ | ---------------- | -------------------- |
| Чоловіки | 207     | 47                 | 141              | 19                   |
| Жінки    | 230     | 48                 | 143              | 39                   |
| Разом    | 437     | 95                 | 284              | 58                   |